# لي جين
لي جين (هانغل: 이진) هي مغنية وممثلة كورية جنوبية، ولدت في 21 مارس 1980 في سول في كوريا الجنوبية.

## وصلات خارجية
- لي جين على موقع IMDb (الإنجليزية)
- لي جين على موقع ميوزك برينز (الإنجليزية)
- لي جين على موقع قاعدة بيانات الفيلم (الإنجليزية)
- لي جين على موقع كينوبويسك (الروسية)
- لي جين على موقع كينوبويسك (الروسية)